# Vlag van Ceará

Vlag van Ceará

De vlag van Ceará is gemodelleerd naar de vlag van Brazilië. Het groen in de vlag symboliseert het landschap van Ceará; het geel staat voor de rijkdom aan grondstoffen. In het midden van de witte cirkel staat het wapen van Ceará. De vlag is op 31 augustus 1967 officieel aangenomen. De vlag werd op 21 juni 2007 opnieuw bijgewerkt bij staatsdecreet 13.897 met een nieuw vereenvoudigd wapen.

## Voormalige vlaggen

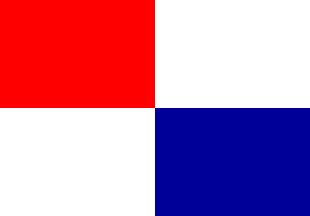
Vlag van de Provincie Ceará voor 1922.
Vlag tussen 1922-1937 en 1947-1967.
Vlag voor 2007